# Zanetti Story
Zanetti Story è un film documentario italiano del 2015 diretto da Simone Scafidi e Carlo A. Sigon che narra la vita del calciatore argentino Javier Zanetti.

## Storia
Il film racconta la vita del calciatore Javier Zanetti attraverso immagini di repertorio e testimonianze della moglie Paula, di compagni di squadra, allenatori, presidenti, giornalisti e personalità del mondo dello spettacolo che l'hanno conosciuto e ne sono stati tifosi, come Lionel Messi, Roberto Baggio, Esteban Cambiasso, Iván Córdoba, Giuseppe Bergomi, José Mourinho, Massimo Moratti, Sandro Mazzola, Rosario Fiorello, Beppe Severgnini, Michele Serra e Gad Lerner. Alle testimonianze si alterna la narrazione di Albino Guaròn, un fittizio romanziere argentino che ha dedicato il suo ultimo libro al calciatore.

## Distribuzione
Il film,  distribuito nelle sale da Nexo Digital, è stato proiettato in 180 cinema italiani in un'unica data, il 27 febbraio 2015, con due repliche, e si è posizionato al primo posto al box office. Alla presentazione a Milano erano ospiti, oltre allo stesso Javier Zanetti, anche Roberto Baggio, Iván Córdoba, Luca Facchetti, Massimo Moratti, Marco Tronchetti Provera ed Erick Thohir.